# Johann Hulsman

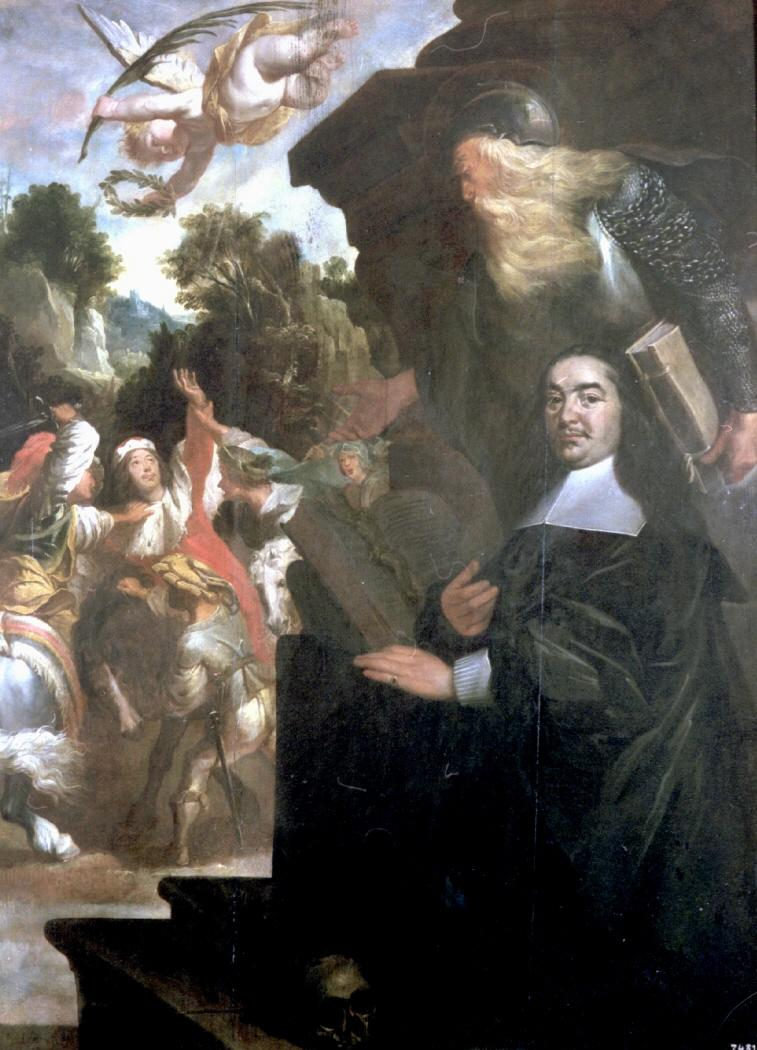
Retrato de Wilhelm Lovius con san Guillermo y martirio de san Engelberto, firmado «J. Hulsman 1640», óleo sobre tabla, 133,20 x 97,40 cm, Madrid, Museo Lázaro Galdiano.

Johann Hulsman (Colonia, c. 1610-1646/1652) fue un pintor barroco alemán.
Escasamente documentado, consta su actividad en Colonia entre 1632 y 1646, dedicado a la pintura de historia con motivos de género y de asunto religioso al servicio de la iglesia católica. Influido por los hermanos Frans y Dirck Hals y maestro del grabador Johann Franz Ermels, colaboró con Johann Toussyn en la pintura de retablos para las iglesias de Colonia, en los que Hulsman pintaba las figuras y Toussyn los fondos de paisaje. De los pocos retablos conservados, el gran lienzo de altar de la Asunción de María en la iglesia de St. Mariae Himmelfahrt de Colonia, pintado hacia 1642, demuestra también el conocimiento de la obra de Rubens y de la pintura flamenca, aunque el dinamismo de las imágenes de María y los apóstoles encuentra un contrapunto en los retratos de los donantes, estáticos y simétricamente dispuestos.